# 我從這裏開始
《我從這裏開始》是香港歌手黎瑞恩的首張大碟，在1991年11月15日推出。
據黎瑞恩的常任唱片監製向雪懷於電台節目的描述，這張專輯批給發掘黎的音樂人安格斯負責，寶麗金只負責發行，以便測試其歌曲的認受性。結果證明首兩支派台歌《發誓》、《莫失莫忘》是受歡迎的，但穩定性卻成疑，因被指其聲線太接近陳慧嫻（據報早年黎瑞恩的樂迷有相當數量乃陳慧嫻的樂迷，只是當時陳慧嫻離開香港到美國讀書，才開始注意黎）。此舉令寶麗金正式參與黎的唱片製作，此專輯之後找來陳劍和為她做監製並取得商業上的成功。值得一提本專輯所有歌曲皆為本地原創。

## 曲目
| 曲序     | 曲目                  |          | 作曲     | 编曲     | 备注     | 时长  |
| -------- | --------------------- | -------- | -------- | -------- | -------- | ----- |
| 1.       | 我從這裏開始          | 安格斯   | 安格斯   | 安格斯   | 純音樂   | 0:35  |
| 2.       | 發誓                  | 安格斯   | 安格斯   | 安格斯   | 第一主打 | 4:11  |
| 3.       | How Deep Is Your Love | 周禮茂   | 盧東尼   | 盧東尼   | 第三主打 | 4:05  |
| 4.       | 專一                  | 安格斯   | 安格斯   | 安格斯   |          | 4:07  |
| 5.       | 相信不會再一起        | 安格斯   | 安格斯   | 盧東尼   |          | 4:43  |
| 6.       | 隨你喜歡              | 安格斯   | 安格斯   | 安格斯   |          | 4:08  |
| 7.       | 多麼想你              | 安格斯   | 安格斯   | 安格斯   |          | 4:14  |
| 8.       | 倚靠在你身            | 安格斯   | 劉偉光   | 安格斯   |          | 4:02  |
| 9.       | 莫失莫忘              | 周禮茂   | 安格斯   | 安格斯   | 第二主打 | 4:26  |
| 10.      | 你說吧                | 周禮茂   | 安格斯   | 唐奕聰   |          | 2:54  |
| 11.      | 終於...               | 安格斯   | 安格斯   | 安格斯   |          | 3:51  |
| 12.      | 道別!                 | 安格斯   | 安格斯   | 安格斯   | 純音樂   | 1:56  |
| 总时长： | 总时长：              | 总时长： | 总时长： | 总时长： | 总时长： | 42:32 |

## 唱片版本
- 黑膠唱片版
- CD版
- 盒帶版

1. ↑  當時陳慧嫻因為赴美留學，合約被凍結；關淑怡、劉小慧在當時已推出唱片；湯寶如、周慧敏、王馨平分別於1991年8月、1991年10月及1992年10月簽約。